# Parco Farina Cini
Il parco Farina Cini si trova a San Marcello Pistoiese in provincia di Pistoia.
Faceva parte dell'omonima villa cinquecentesca, risistemata da Giovanni Cosimo Cini nella seconda metà dell'Ottocento. Il parco, che si estende per circa 20000 m², fu creato secondo un gusto tardoromantico da Bartolomeo Cini.
Tutta la proprietà è cinta da un muro, tranne in un punto dove si interrompe per lasciare spazio a un enorme cerro vecchio di circa 500 anni, parzialmente crollato.
Lo schema del parco è piuttosto semplice, con un vasto parto circondato da una cortina di alberi ad alto fusto, tra i quali spiccano gli abeti bianchi, gli aceri, gli ippocastani, i cedri dell'Atlante, i cedri dell'Himalaya, oltre ai cipressi, faggi, abeti rossi, pini marittimi, pini silvestri, platani, cerri, lecci, farnie, sequoie e tassi, quasi tutti risalenti al periodo di creazione del parco.
Il parco è anche arricchito da una grotta, una cascata, alcune vasche per pesci, un labirinto e un campo da tennis. Oggi appartiene alla famiglia Dazzi.